# دورشید
دورشید (به آلمانی: Dörscheid) یک شهر  در آلمان است که در Verbandsgemeinde Loreley واقع شده‌است. دورشید ۴۲۹ نفر جمعیت دارد.